# I pescatori di perle
I pescatori di perle (Les pêcheurs de perles) è un'opera lirica in tre atti scritta da Georges Bizet nel 1863, su libretto di Michel Carré e Eugène Cormon.
È oggi considerata il primo capolavoro operistico di Bizet, che all'epoca non aveva ancora compiuto i 25 anni.

## Storia
L'opera fu commissionata a Bizet da Léon Carvalho, il direttore del Théâtre Lyrique di Parigi ed era destinata a essere rappresentata nel mese di settembre 1863. Il musicista non aveva impegni importanti, a parte la composizione di Ivan IV, opera che gli era stata affidata da Charles Gounod, non interessato al lavoro. Bizet si dedicò un po' di malavoglia a questa composizione e quando Carvalho gli propose I pescatori di perle accettò immediatamente.
Il Théâtre Lyrique aveva l'incarico di rappresentare ogni anno una composizione scritta dal vincitore del Prix de Rome purché esordiente sulle scene. Bizet, per rispettare le regole, ritirò dall'Opéra-Comique la Gusla de l'Émir, suo quarto envoi per il Prix, destinata alla rappresentazione, preferendo l'offerta di Carvalho; si dedicò quindi con impegno alla stesura dell'opera. Il contratto venne concluso e firmato nel mese di aprile 1863. Il tempo era poco per portare a termine l'impegno e Bizet chiese consiglio a Gounod; il musicista lo rincuorò e gli disse di accantonare Ivan IV, raccomandandogli di non fare un lavoro affrettato, nonostante la scarsità di tempo.
Il titolo iniziale dell'opera avrebbe dovuto essere Léïla; i due librettisti Carré e Cormon, non convinti del lavoro da fare, non riuscirono ad avere idee precise sul libretto definitivo fino a due settimane prima del debutto e cambiarono in ultimo il titolo con Les pêcheurs de perles. Le prove ebbero inizio nel mese di agosto; la prima, prevista per il 14 settembre, dovette slittare al 29 per l'indisposizione della protagonista Léontine de Maësen; altri interpreti furono François Morini, Jean-Vital Jammes detto Ismaël e Prosper Guyot.
Alla prima, il 29 settembre 1863, l'opera ottenne un discreto successo di pubblico, ma una fredda accoglienza da parte della critica; le opinioni negative si concentrarono soprattutto sul libretto, ritenuto convenzionale e, secondo alcuni, con troppe analogie con quello della La Vestale di Spontini. Anche la musica di Bizet ottenne riscontri negativi; il musicista fu accusato di aver scritto un Grand opéra troppo enfatico, dall'orchestrazione ridondante e infarcita di "originalità" armoniche che altro non sembravano che bizzarrie. In suo favore si levarono però alcune voci tra cui Ludovic Halévy (sarà l'autore del libretto della Carmen) che indicò la musica del compositore come opera di grandissima qualità con un'orchestrazione di rara potenza. Anche Hector Berlioz, come critico musicale del Journal des débats, scrisse che l'opera conteneva un gran numero di pezzi notevoli, ricchi di intensità e di colore, sottolineando la bellezza del duetto del primo atto Au fond du temple saint.. 
L'opera restò in cartellone fino alla fine di novembre, per un totale di 18 repliche; da allora scomparve dai teatri francesi. Bizet la considerò sempre un insuccesso, "onorevole", ma un insuccesso e non volle mai più rimettere le mani sulla partitura e la accantonò. De I pescatori di perle era stata pubblicata soltanto un'edizione per canto e pianoforte dall'editore Choudens nel 1863. Successivamente, in modo arbitrario, furono apportati rimaneggiamenti e tagli al libretto giudicato incongruente; il risultato fu che il testo divenne completamente discordante con la parte musicale, in particolare nell'ultima scena, quella del duetto tra Léïla e Nadir, voluto così da Bizet, e cancellato nelle ultime edizioni perdendo in tal modo l'interesse drammatico.
I pescatori di perle fu ripresa solo molti anni dopo la morte dell'autore, nel 1889, durante l'Esposizione universale, presentata, con grande sorpresa, in lingua italiana dall'editore Sonzogno nella traduzione di Angelo Zanardini e con il finale posticcio.
In seguito la fama dell'opera in Italia fu legata soprattutto alla romanza del tenore Je crois entendre encore che, nella traduzione italiana (Mi par d'udir ancora), diventò il cavallo di battaglia dei più grandi tenori lirico-leggeri, da Beniamino Gigli a Fernando De Lucia a Ferruccio Tagliavini. Col tempo, tuttavia, Les Pêcheurs de perles ha conosciuto una piena riabilitazione ed è oggi entrata in repertorio nell'edizione originale, eseguita anche in Italia in lingua francese. 

## Trama

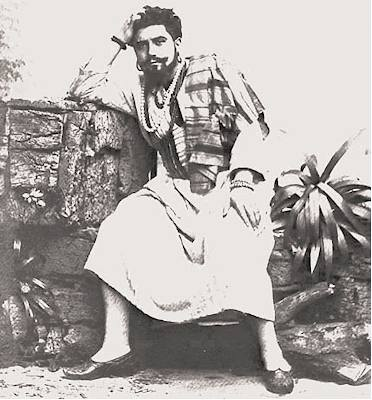
Maurice Renaud interpreta Zurga

L'azione si svolge nell'isola di Ceylon.

### Atto I
Su una spiaggia, vicino al tempio dedicato a Brahmā, un gruppo di pescatori di perle danza e canta. Hanno deciso di scegliere un capo che li guidi e li protegga e la scelta cade su Zurga (baritono), a cui tutti giurano obbedienza. Sopraggiunge il pescatore Nadir (tenore), amico di gioventù di Zurga che non rivedeva da parecchi anni. Rimasti soli, i due amici rievocano un misterioso episodio che ancora li turba, accaduto una sera di molti anni prima alle porte di Kandy: l'apparizione di una donna bellissima e velata, al cui passaggio la folla si inchinava e che rivolse ai due giovani uno sguardo intenso. Quella visione è rimasta nei loro cuori, ma entrambi giurarono che non avrebbero mai più cercato di ritrovare la giovane in nome dell'amicizia e che nessun sentimento d'amore per una donna avrebbe mai potuto dividerli.
Una piroga attracca sulla spiaggia; gli anziani dell'isola ne fanno scendere una fanciulla velata, Léïla (soprano), accompagnata dal sacerdote Nourabad (basso). I pescatori danno il benvenuto all'ospite che è stata scelta fra molte vergini e la invitano a cantare e pregare per allontanare gli spiriti delle onde e proteggere i pescatori. La vergine consacrata pronuncia un giuramento di fedeltà e castità e promette di non togliersi mai il velo, pena la morte. Dovrà attendere su una roccia, sola, tutta la notte, affrontando se necessario anche la tempesta. Quando Nadir, impietosito dal pericolo che incombe sulla sacerdotessa, le si avvicina, Léïla riconosce in lui il giovane incontrato a Kandy e mai dimenticato. Nasconde però il suo turbamento e, dopo aver rinnovato le sue promesse, si avvia verso il tempio con Nourabad.
Si fa sera: i sacerdoti accendono i fuochi, Nadir pensa all'affascinante creatura di cui sente ancora aleggiare nell'aria la voce e si assopisce su una stuoia. Viene svegliato dal canto di Léïla che, attorniata dai fachiri, invoca il dio Brahmā. Nadir scivola verso la roccia, si avvicina alla fanciulla e la chiama. Nel chinarsi verso di lui, Léïla fa cadere il velo: i due finalmente si riconoscono.

### Atto II

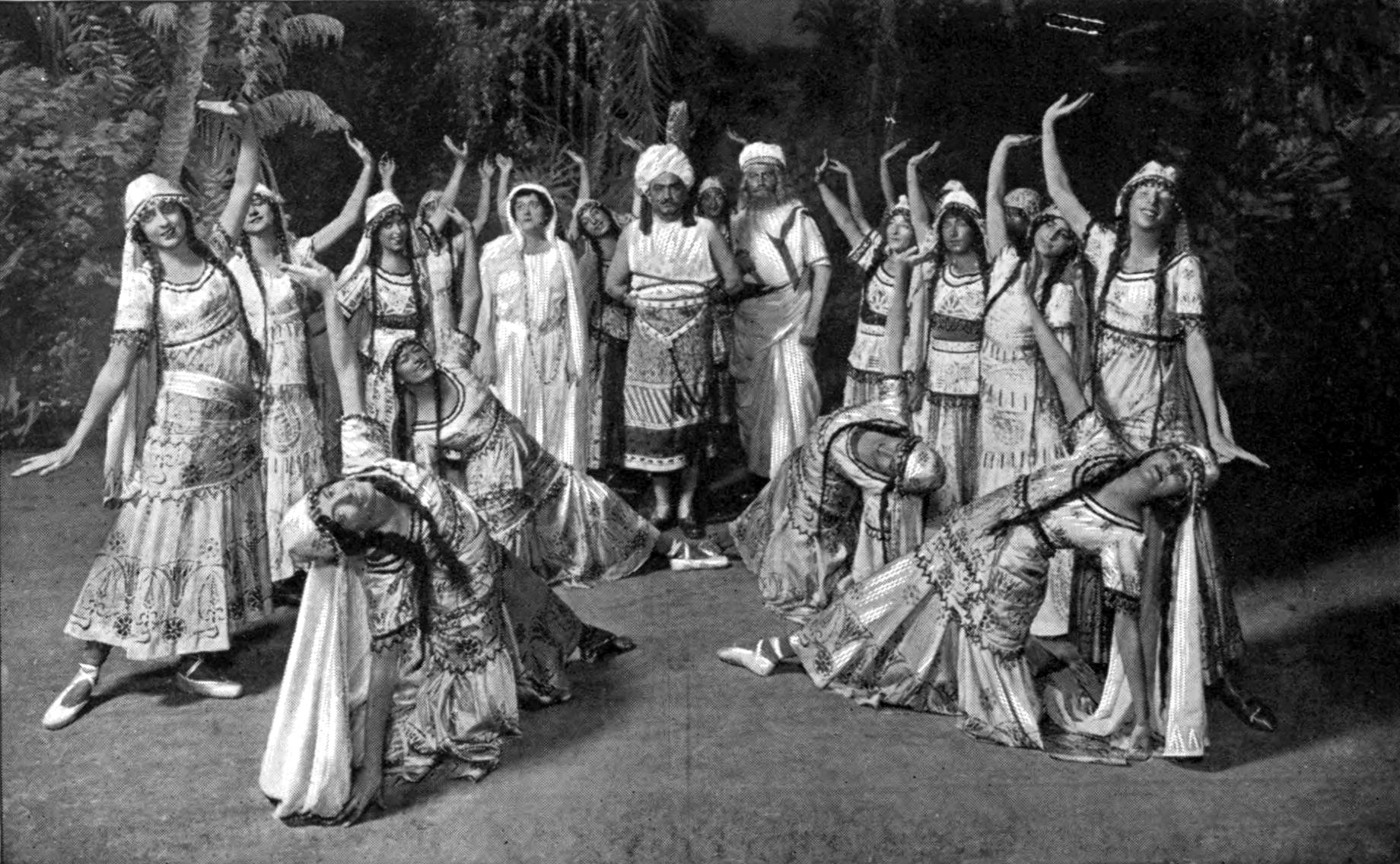
Scena dal 2º atto (Metropolitan Opera House, 1916)

È notte. Léïla incontra Nourabad presso le rovine di un tempio e gli narra di essersi imbattuta da bambina in un uomo inseguito da una turba di nemici, di averlo salvato e di aver ricevuto da lui in segno di gratitudine una collana (più tardi si scoprirà che quest'uomo è Zurga). Poi, rimasta sola, vince la paura pensando al giovane che ama e di cui le sembra di sentire la presenza calda e rassicurante accanto a sé. Ma non è una suggestione: cantando una canzone malinconica, Nadir le si avvicina e i due giovani finalmente si dichiarano, decidendo di sfidare il destino pur di non rinunciare al loro amore.
È in arrivo un pauroso temporale. Gli innamorati si separano ma Nourabad, che li ha scorti, ordina alle guardie di arrestare Nadir. Sopraggiunge tuttavia Zurga che, forte del suo potere, ordina ai pescatori di liberare i prigionieri. Ma quando Nourabad strappa il velo a Léïla, Zurga riconosce la fanciulla del tempio e, credendosi tradito dall'amico, ordina che i due vengano tratti a morte.

### Atto III
È ancora notte, il temporale sta per cessare. Zurga, passato il primo momento di furore, è pentito di aver condannato a morte l'amico e la donna amata; ma quando Léïla si reca da lui supplicandolo di uccidere solo lei e di salvare Nadir, egli cade preda di una furiosa gelosia e cambia nuovamente parere: morranno entrambi.
Ormai rassegnata alla fine, Léïla consegna a un giovane pescatore la collana ricevuta dallo sconosciuto, pregandolo di consegnarla a sua madre. Zurga riconosce l'oggetto: è lui il fuggiasco che l'ha donato alla bambina, a cui deve la vita.
La scena cambia: Nadir è in catene accanto al rogo, già approntato per il supplizio. Attorno a lui gli indiani bevono e danzano freneticamente. Quando Nourabad e i fachiri stanno per dare inizio all'esecuzione un violento bagliore rosso illumina il fondo della scena. Gli indiani corrono atterriti alle loro tende e Zurga - che ha attizzato l'incendio per favorire la fuga dei prigionieri - spezza le loro catene; rimane quindi solo nella foresta in attesa che si compia il suo destino.

## Analisi
L'unico vero limite dell'opera è il libretto; gli autori avevano focalizzato ogni cosa sulle circostanze degli eventi, relegando le figure dei personaggi in posizione secondaria; per di più tutti i contesti della vicenda erano già stati sfruttati ed erano legati a consunti luoghi comuni delle opere liriche. Bizet si rese ben conto della difficoltà di lavorare su un libretto di così scarsa qualità e cercò in ogni modo di realizzare una partitura in grado di sopperire alle carenze.
I librettisti avevano pensato in prima battuta di ambientare l'opera in Messico per poi cambiare idea e spostarla a Ceylon; in ogni modo la musica di Bizet avrebbe mantenuto le stesse caratteristiche, sì esotiche, ma non legate ad alcuna collocazione geografica; egli creò un luogo inesistente, una pura ideazione che divenne musica. Il compositore iniziò l'opera in modo brillante con un'introduzione interpretata dal coro e con danze; quando a questa smagliante prima parte dovette seguire il duetto di Nadir e Zurga, Bizet si trovò a dover dare voce a personaggi fasulli e insignificanti per cui anche la tensione musicale venne sminuita; la sua musica aveva bisogno di sentimenti ed emozioni, cose che erano assenti nel libretto. Il musicista individuò una soluzione cercando di introdurre alcuni temi conduttori, ma, per inesperienza, pur avendo questi una certa drammaticità, non riuscì a svilupparli musicalmente, cosa di cui diverrà poi maestro nella realizzazione della Carmen. Da un punto di vista melodico Bizet teneva sempre presente Gounod e alcuni brani come la celebre Je crois entendre encore e l'aria di Léïla Me voilà seule dans la nuit...Comme autrefois, sono realizzati con un lirismo così appassionato da superare anche le pagine, pur belle, del maestro.
Dove Bizet fu veramente originale nel comporre la sua opera fu l'aver introdotto elementi esotici. Già l'inizio danzato, con il ritmo marcato e i cromatismi insoliti, crea un ambiente musicale d'impatto che poco ha a che fare con le pagine scritte dai librettisti. Quell'elemento che avrebbe dovuto essere la caratteristica ambientale di sfondo alla vicenda si trova trasferito totalmente nella musica ricca di innovative particolarità armoniche, ritmiche e timbriche.

## Organico orchestrale
La partitura di Bizet prevede:
- ottavino, due flauti, due oboi, (il 2º anche corno inglese), due clarinetti, due fagotti
- quattro corni, due cornette a pistoni, tre tromboni, basso tuba
- timpani, grancassa, piatti, tamburo, triangolo, tamburello, tam-tam
- due arpe
- archi

Sulla scena (parti eseguite da strumentisti dell'orchestra):
- due ottavini, tamburino, arpa

## Brani famosi
- Sur la grève en feu/Sulla riva infuocata (coro) - atto I
- Au fond du temple saint/Nel fondo del tempio santo (duetto tra Zurga e Nadir) - atto I
- Je crois entendre encore/Mi par d'udire ancora (romanza di Nadir) - atto I
- O Dieu Brahma/O Dio Brahma (romanza con coro di Léïla) - atto I
- L'ombre descend des cieux/L'ombra scende dai cieli (coro) - atto II
- Me voilà seule dans la nuit... Comme autrefois (Léïla) - atto II
- De mon amie, fleur endormie/Della mia amica, fiore addormentato (canzone di Nadir) - atto II
- Ton cœur n'a pas compris le mien/Il tuo cuore non ha compreso il mio (duetto tra Léïla e Nadir) - atto II
- O Nadir, tendre ami de mon jeune âge/O Nadir, tenero amico la mia giovane età (aria di Zurga) - atto III

## Incisioni discografiche
| Anno | Cast (Nadir, Leila, Zurga, Nourabad)                               | Direttore             |
| ---- | ------------------------------------------------------------------ | --------------------- |
| 1953 | Léopold Simoneau, Pierrette Alarie, René Bianco, Xavier Depraz     | Jean Fournet          |
| 1961 | Nicolai Gedda, Janine Micheau, Ernest Blanc, Jacques Mars          | Pierre Dervaux        |
| 1970 | Alfredo Kraus, Adriana Maliponte, Sesto Bruscantini, Antonio Campò | Carlo Felice Cillario |
| 1977 | Alain Vanzo, Ileana Cotrubaș, Guillermo Sarabia, Roger Soyer       | Georges Prêtre        |
| 1989 | John Aler, Barbara Hendricks, Gino Quilico, Jean Philippe Courtis  | Michel Plasson        |

## DVD
- Les pêcheurs de perles (Teatro di San Carlo, 2014) - Patrizia Ciofi, C Major/Naxos

## Blu ray
- Les pêcheurs de perles (Metropolitan Opera House, New York, 2015) - Diana Damrau, Warner Classic/Erato